# Rodolfo Pinto do Couto
Rodolfo Pinto do Couto, (1888-1945) fue un escultor portugués, activo en Portugal y Brasil.

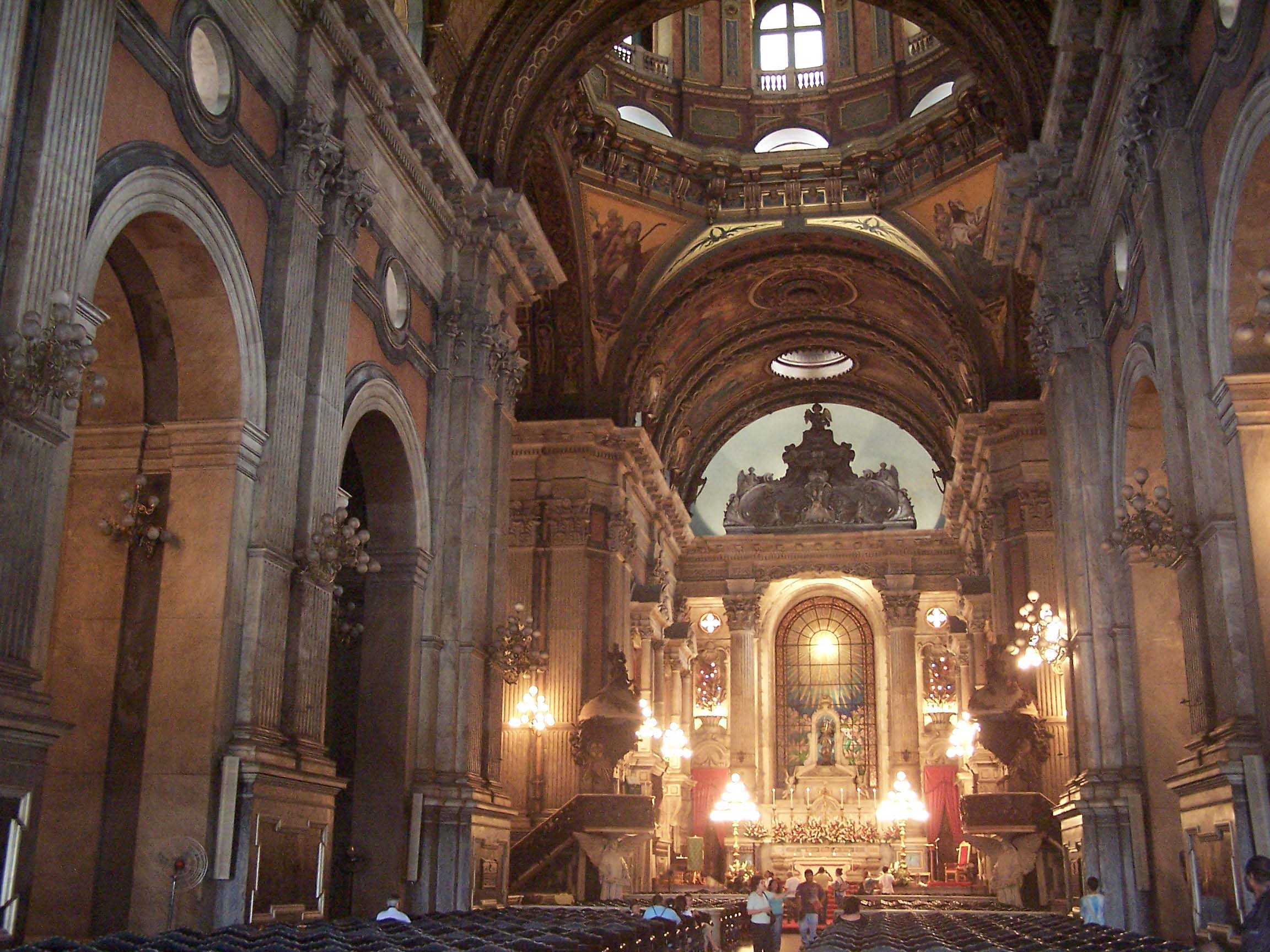
Vista del interior de la Iglesia de la Candelaria. Los relieves en bronce de los púlpitos, a ambos lados de la nave central, son obra de Rodolfo Pinto do Couto

## Datos biográficos
Nacido en Portugal en el año 1988. Contrajo matrimonio en  1911 con la escultora brasileña Nicolina Vaz de Assis.
En el año 1931,asentado ya en Brasil, realiza los púlpitos de bronce de la iglesia de la  Candelaria de Río de Janeiro. Realizó muchas otras obras que se encuentran conservadas en diferentes museos.
Falleció en el año 1945.

## Obras
Entre las mejores y más conocidas obras de Rodolfo Pinto do Couto se incluyen las siguientes:
- Púlpitos de bronce (1931) de la Iglesia de la  Candelaria de Río de Janeiro.
- Busto del  escritor Fialho de Almeida , bronce patinado -1928.[3]